# Der neue Heilige

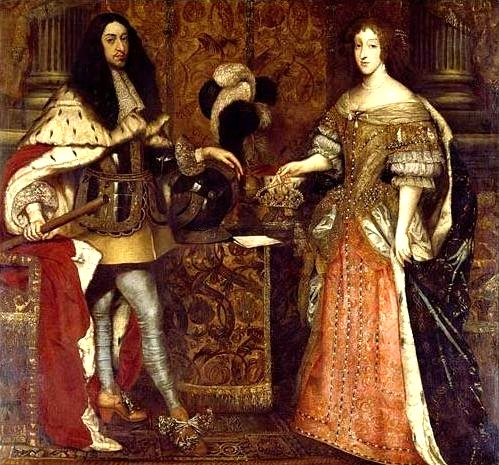
Sebastiano Bombelli (1666): Kurfürst Ferdinand Maria (1636–1679) und seine Gemahlin Henriette Adelaide (1636–1676)

Der neue Heilige ist eine Erzählung von Ricarda Huch, die 1910 bei Schuster & Loeffler in Leipzig und Berlin erschien.
Die Protestantin Ricarda Huch überzieht die Katholiken mit feinem Spott.

## Inhalt
Bayern nach dem Dreißigjährigen Krieg um 1659: Ein Kronprinz muss endlich geboren werden. Die Münchner Kapuziner Pater Gumppenberg und Pater Wildgruber machen sich Sorgen. Die Ehe ihres Landesherren, des Kurfürsten Ferdinand Maria, mit Henriette Adelaide von Savoyen blieb jahrelang kinderlos. Zudem fühlt sich Henriette, die aus Turin stammt, in der Frauenkirche nicht so richtig wohl. Eine neue Kirche, gewissermaßen das Zuhause für den vicentinischen Cajetan, müsste her. Zunächst können die beiden Geistlichen Gumppenberg und Wildgruber beim Kurfürsten die Erfüllung des sehnlichsten Wunsches der schönen jungen Kurfürstin hintertreiben. Eine Kirche für diesen neuen Heiligen Cajetan wird nicht erbaut.
Die Kinderlosigkeit betreffend erinnern sich die beiden Patres an Maria Anna, die Mutter des regierenden Kurfürsten. Die war nach einer Pilgerfahrt zur hölzernen Maria in Alt-Ötting schwanger geworden. Henriette hat zwar ihren eigenen Kopf, zeigt sich aber schließlich kompromissbereit und pilgert brav nach Andechs. Die Patres geben der Kurfürstin einen strammen Tiroler Buben mit. Vielleicht vollbringt der schöne adelige junge Mann das Wunder. Hierin irren die beiden berechnenden bayerischen Geistlichen. Der Südtiroler erweist sich als höflich-zurückhaltend. Stattdessen nähert sich Kapitän La Perouse, Kommandeur des Begleitschutzes, der Kurfürstin. Als der Chevalier La Perouse, den Henriette seit Turiner Kindertagen kennt, in München bald nach der Rückkehr von der  Andechser Pilgerfahrt  zudringlich wird, weist sie den Höfling zurück.
Gegen den Widerstand der beiden Patres wird nun als allerletztes Mittel zur Erfüllung des speziellen Kinderwunsches der Bau der Kirche für den neuen Heiligen Cajetan  ernsthaft erwogen. Falls Henriette einen Knaben zur Welt bringt, soll die Kirche als Dank erbaut werden. Kurfürst Ferdinand Maria ändert die Reihenfolge. Erst soll die Kirche gebaut werden, damit sich der neue Heilige erbarmen möge. So geschieht es. Das Happy End bleibt nicht aus.

## Buchausgaben
Erstausgabe
- Ricarda Huch: Der Hahn von Quakenbrück und andere Novellen (enthält noch: Der Sänger. Der neue Heilige). Schuster & Loeffler, Berlin und Leipzig 1910

Ausgaben
- Ricarda Huch: Der neue Heilige. Der Hahn von Quakenbrück. Zwei Novellen. 79 Seiten. RUB Nr. 6481, Reclam, Leipzig 1945 (verwendete Ausgabe von 1957)